# El Bisaura

Localización del Bisaura

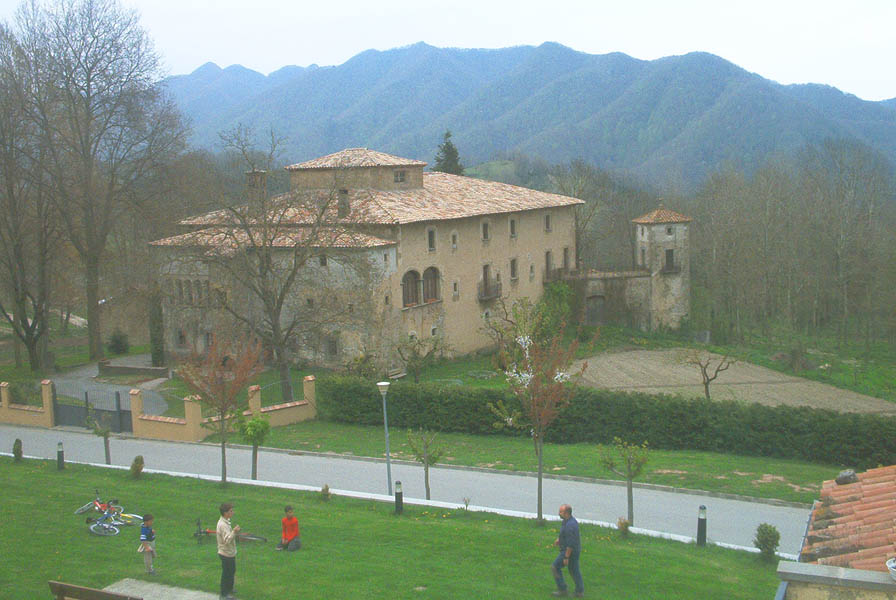
El Cavaller, en Vidrá

El Bisaura es una subcomarca de Cataluña (España), situada entre Osona y el Ripollés y formada por los municipios de San Quirico de Besora, Montesquiu, Sora, Santa María de Besora y Vidrá. Su identidad propia respecto a la llanura de Vic y el Ripollés queda patente por el hecho que, a la división comarcal de Cataluña, en 1932 fue integrada en el Ripollés, mientras que en 1990 fue integrada en Osona.

## Situación
Está situado en el Prepirineo catalán a caballo de las provincias de Barcelona y de Gerona, al norte de la comarca de Osona, a unos 20 km de Vic y a unos 12 km de Ripoll. Confronta con zonas de gran tradición turística como el Ripollés al norte, la Garrocha al este, el Llusanés al oeste y la Plana de Vic al sur. Sus pueblos tienen más de 1000 años de historia y forman parte del nacimiento de Cataluña. Los cinco municipios ocupan una superficie de poco más de 100 km² y conjuntamente suman una población total de 3596 habitantes (2018). Por la gran importancia del valor ecológico y de biodiversidad que presenta, la mitad de su superficie (52,44 km²) está incluida en el Espacio de Interés Natural de las sierras de Milany-Santa Magdalena y Puigsacalm-Bellmunt, y 4,56 km² están dentro del Espacio de Interés Natural del Parque del Castillo de Montesquiu.